# 宮野原橋
宮野原橋（みやのはらばし）は、新潟県中魚沼郡津南町大字上郷寺石字羽倉 - 大字上郷宮野原字宮野原の信濃川に架かる国道117号の橋長224 m（メートル）の桁橋。

## 概要
- 形式 - PC3径間連続箱桁橋
- 橋長 - 224 m
  - 支間割 - 70.3 m + 120 m + 32.3 m
- 幅員 - 14.5 m
  - 車道 - 9.5 m
  - 歩道 - 両側2.5 m

## 歴史
かねてより、新潟県・長野県の県境に近く谷街道の要所であったが架橋以前には、この付近の信濃川・千曲川が急流であったことから渡船場はなく、上流の信濃側・下流の越後側双方に渡船場が設営されていた。信州側では志久見耳塚にあり、越後側では足滝にあった。
1897年（明治30年）に県境にあった足滝の付近に木トラス補剛吊橋である宮野原橋が架橋された。これは、当時の中魚沼郡で信濃川に架かる最初の橋であった。1910年（明治43年）に流失し、再架橋中の1912年（明治45年）7月22日に落橋した。1913年（大正2年）2月10日に橋長131 m、幅員4.2 mの2径間木造上路トラス橋となった。
1932年（昭和7年）に橋長129.36 m、支間長63.5 m、幅員5.15 mの2径間鋼上路トラス橋として永久橋に架け変わった
1985年（昭和60年）8月に現在の宮野原橋が架橋された。